# 甗

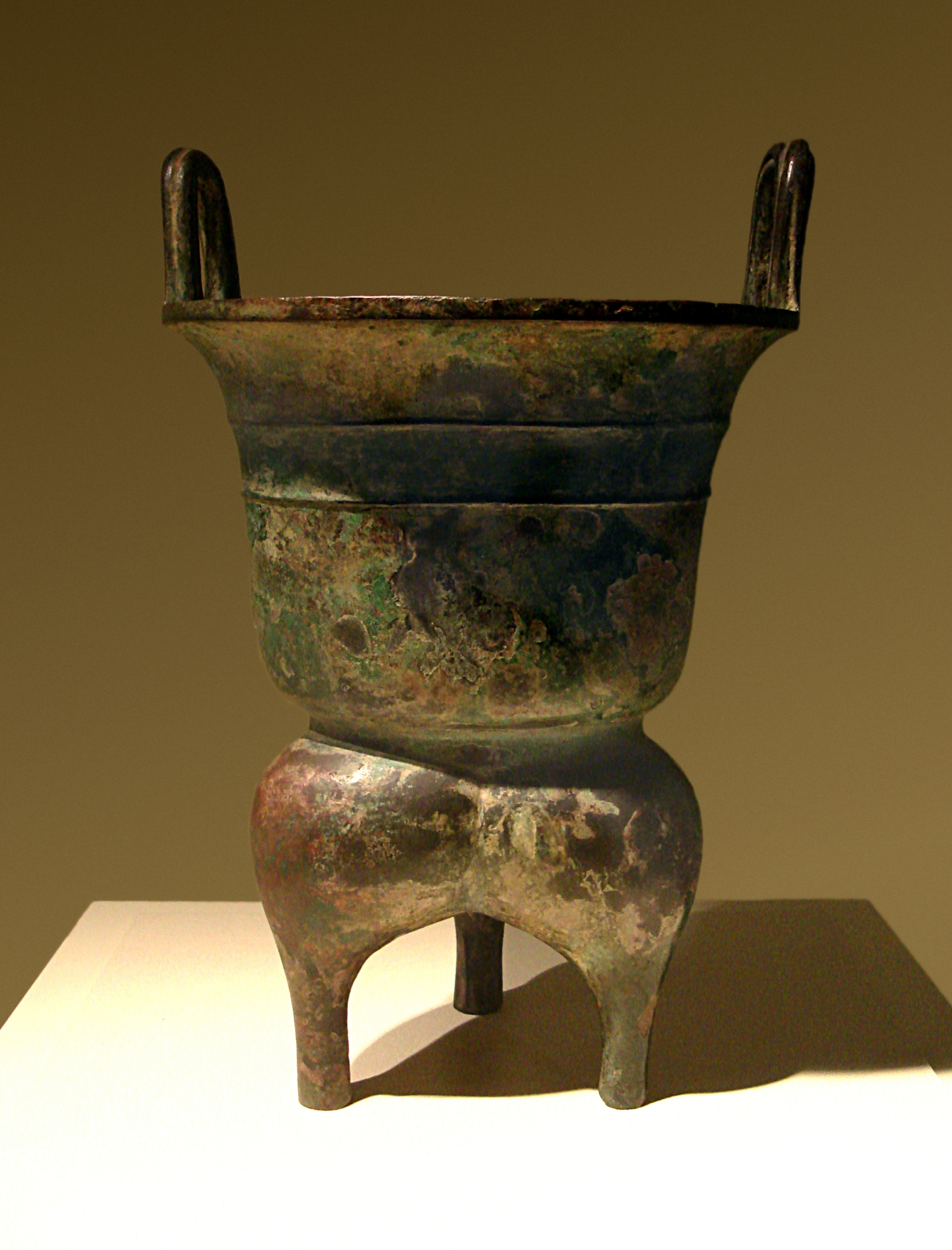
青銅連体甗（周代）

甗（げん）は、古代中国で用いられていた炊器、祭祀用の礼器。主に穀物を蒸すために用いられたが、肉類の煮炊きにも用いられた。銘文などから、時期によっては獻や鬳と表記されることもある。基本的に青銅製もしくは陶製だった。

## 歴史

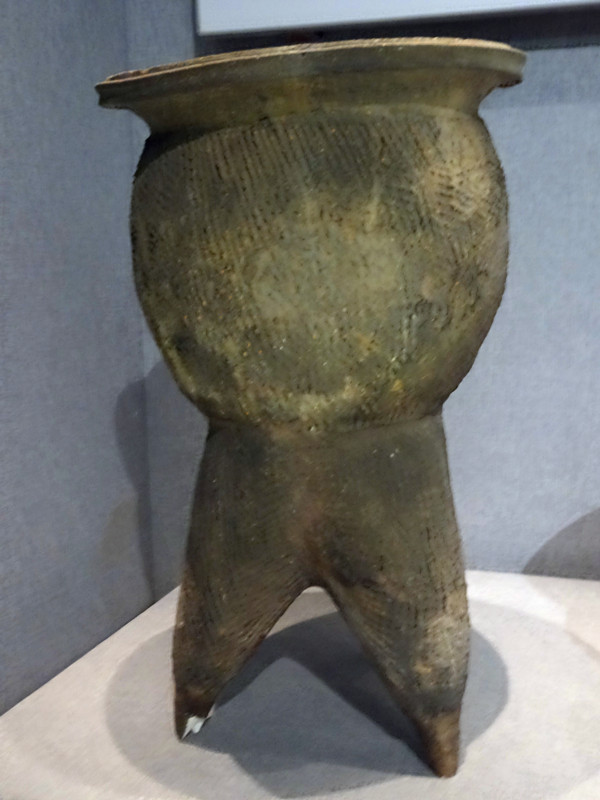
鄭州市二里崗出土の灰陶甗（殷代前期、河南博物院所蔵）

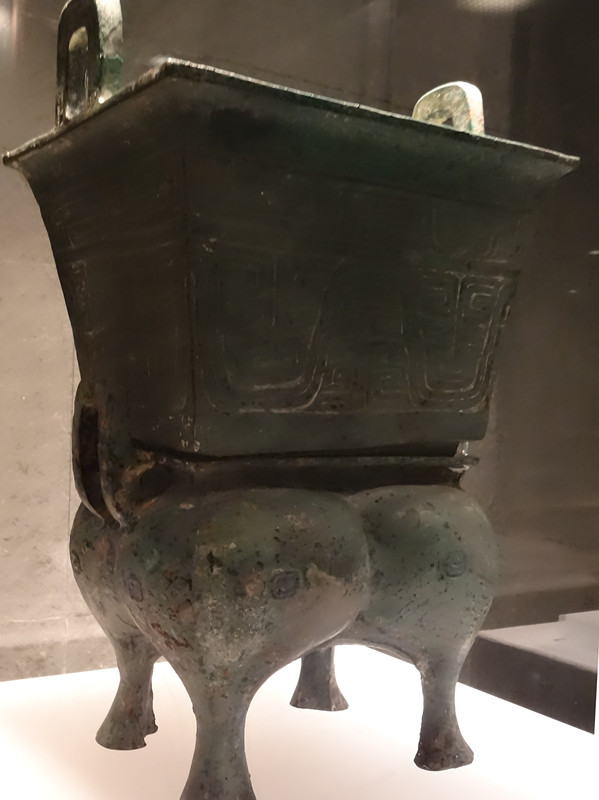
分体甗

新石器時代には既に陶製の甗が登場しており、黄河流域で新石器時代末期～殷、周代にかけて流行した。
青銅製の甗は殷代初期に登場して以降、春秋戦国時代末期までの長い間用いられた。殷代初期は生産量も少なかったが、末期には増産されるようになった。出土した殷代の甗のほとんどは簀が欠落しているが、西周以降の甗には銅製の簀が付いているものも多い。殷周時代の甗は連体型と分体型の2種類に分類でき、春秋戦国時代までは甑と鬲をそれぞれ単独で用いることはなかったと推定される。春秋戦国時代中期～末期になると、円形の分体甗は鬲部の袋足が縮小して底面は平らに近くなり、甑部と鬲部を併せもつ甗は次第に姿を消していった。一部地域では、甑を指して甗と呼称することもあった。秦、前漢時代になると、甗の下部は釜型に変形していき、釜の中部にはかまどに引っかけられるような溝が施されるようになった。

## 形状

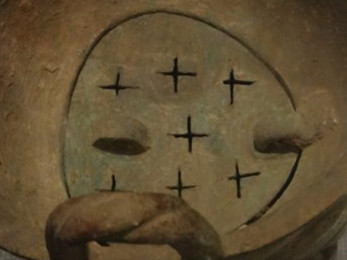
十字状の穴が開けられた簀

甗には、上下が接続された連体甗と、上下が分かれた分体甗が存在する。分体甗は上部が甑、下部が鬲から成っており、連体甗も上部と下部がそれぞれ甑と鬲に類似している。なお、これまでに発見された青銅製の甗は、その大半が連体甗である。陶製の甗は灰色もしくは黒灰色で、器に縄目の文が施されており、口縁部には鶏冠状の隆起線文が見られる。
甗は蒸し器としての役割を有しており、下部の鬲で水を沸かし、上部の甑で食物を蒸すことができた。甗の上下の連結部分は簀で分けられており、甑には蓋を設置することもできた。発掘された甗には、このような簀や蓋が存在しないものもあったが、竹や木など他の素材で作られていたか、埋蔵前に失われた可能性が考えられる。簀には直線状もしくは十字状の穴が開いているが、この穴から蒸気を通していた。
殷代に製作された甗は、ほとんどが甑と鬲をつなぎ合わせて鋳造されていた。甑には多くの立耳があり、甑本体は深く作られている。このような特徴をもつ甗は、中原だけでなく、遠く離れた地域でも発掘されている。一般的に甑と鬲は一対だが、殷代の末期になると一つの鬲に三つの甑が付いた甗が登場するようになった。この甗を「三連甗」と呼ぶ。1976年、河南省安陽市にある殷墟の婦好墓から発見された、「婦好三連甗」などが知られる。
西周初期には、鬲の足部に饕餮文を施した甗が多く製造されるようになった。
春秋戦国時代以降、炊具としての利用頻度が増すと、鬲部の袋足が次第に失われて「釜」に変化していき、甗は甑の別称として捉えられるようになった。甑と釜から構成される炊具は、甗鍑（げんふく）と呼称されることもある。

## 主な甗

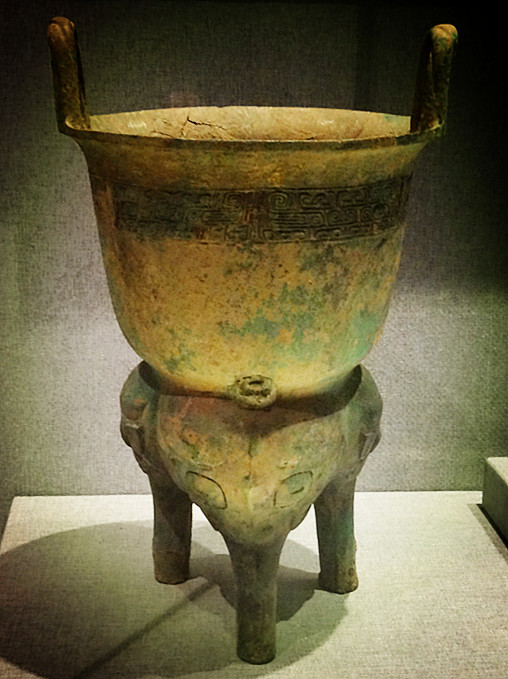
饕餮文銅甗（西周）
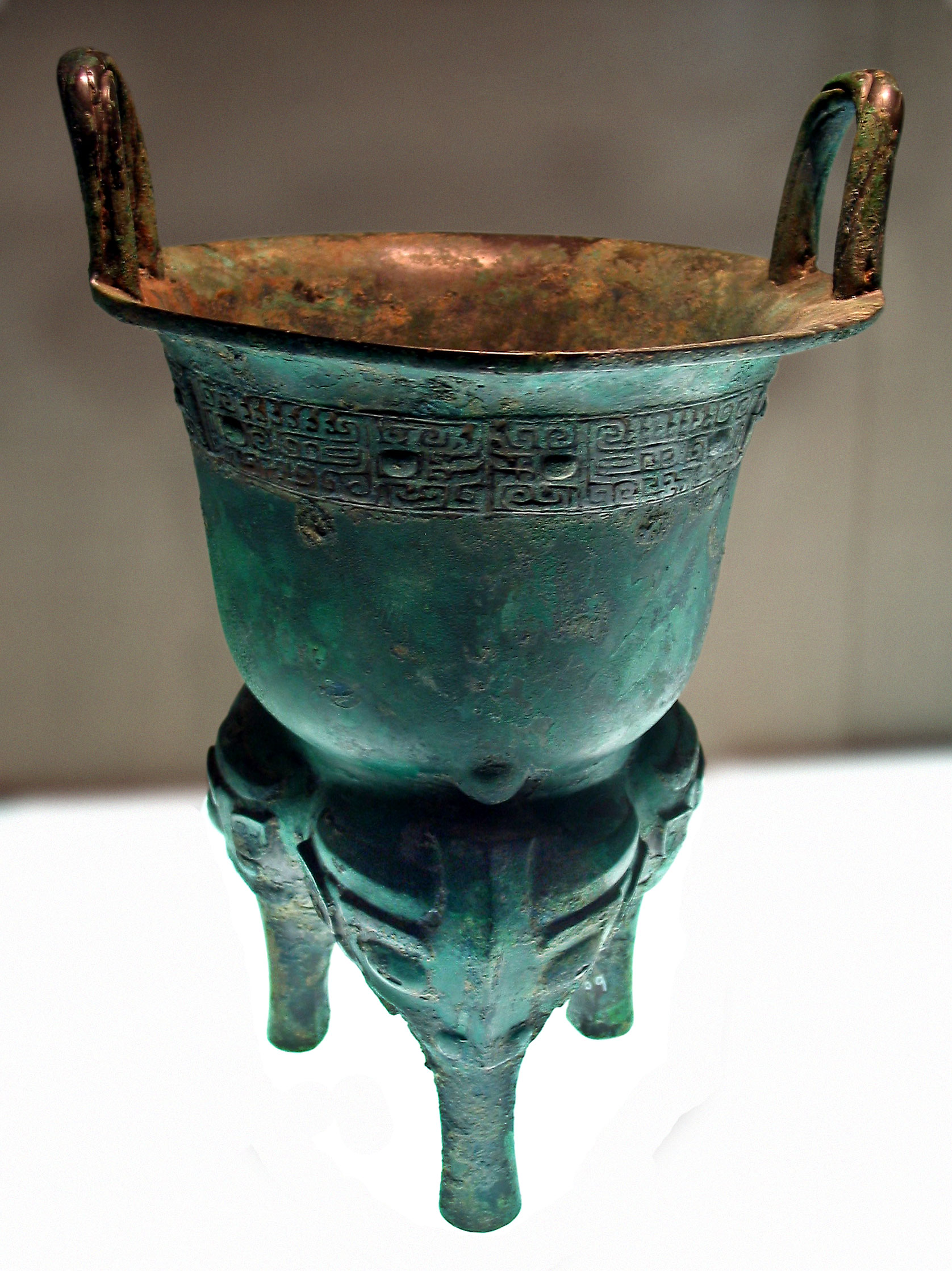
戈父甲甗（西周早期）
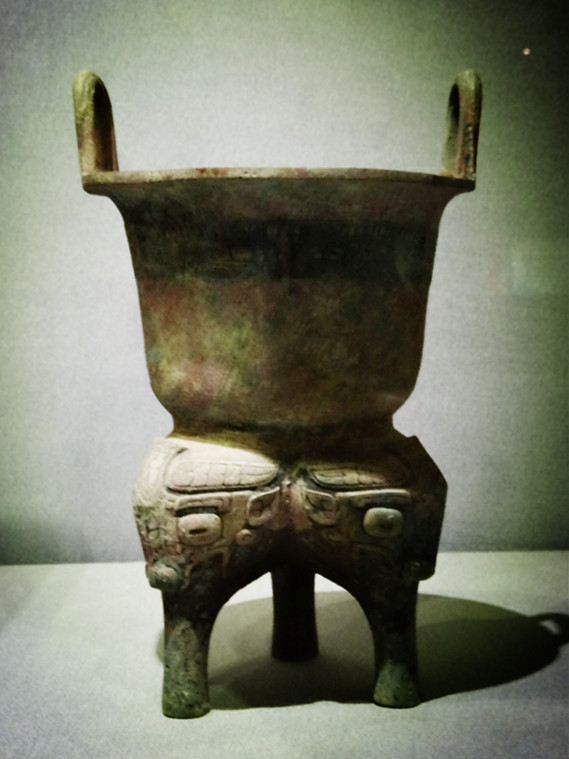
饕餮文甗（西周早期）
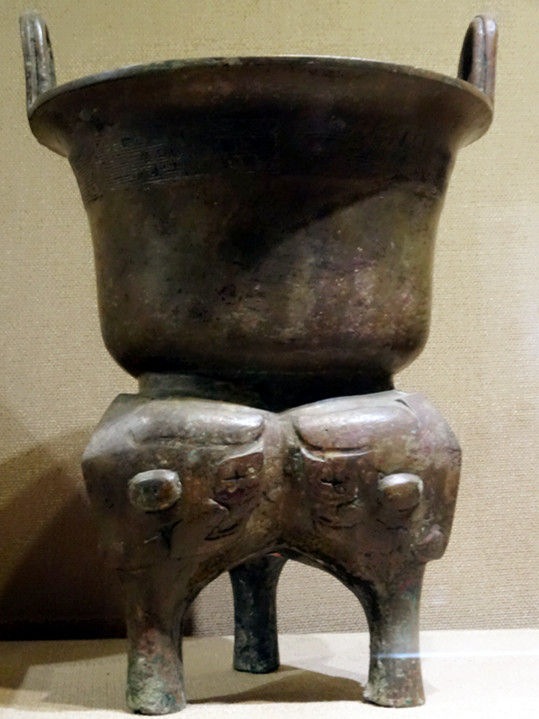
父乙甗（西周中期）
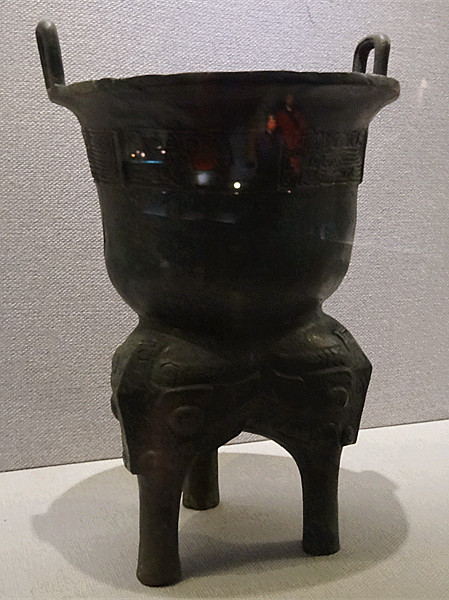
𢐗伯甗（西周中期）
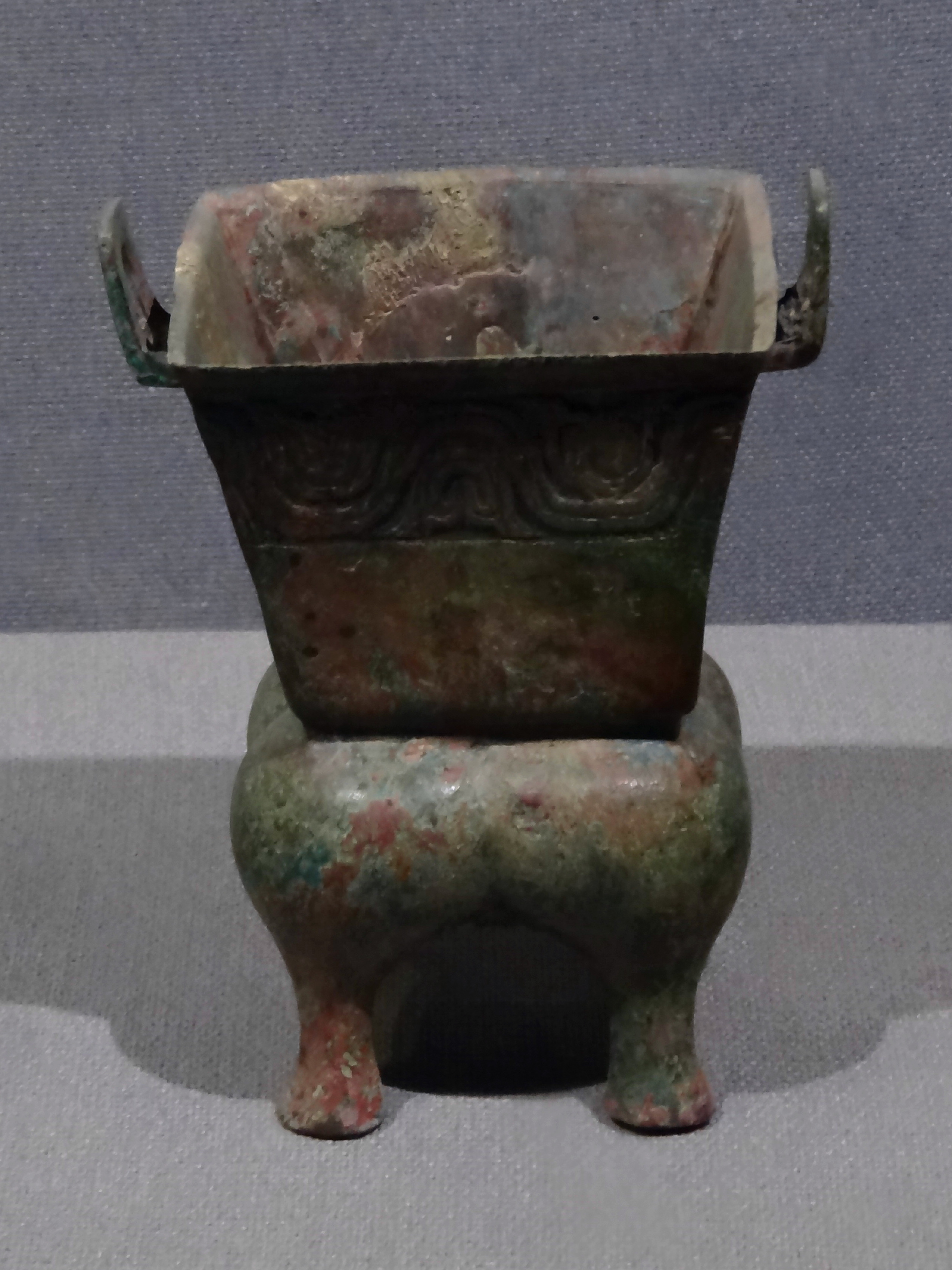
蟠螭文方甗（春秋時代）
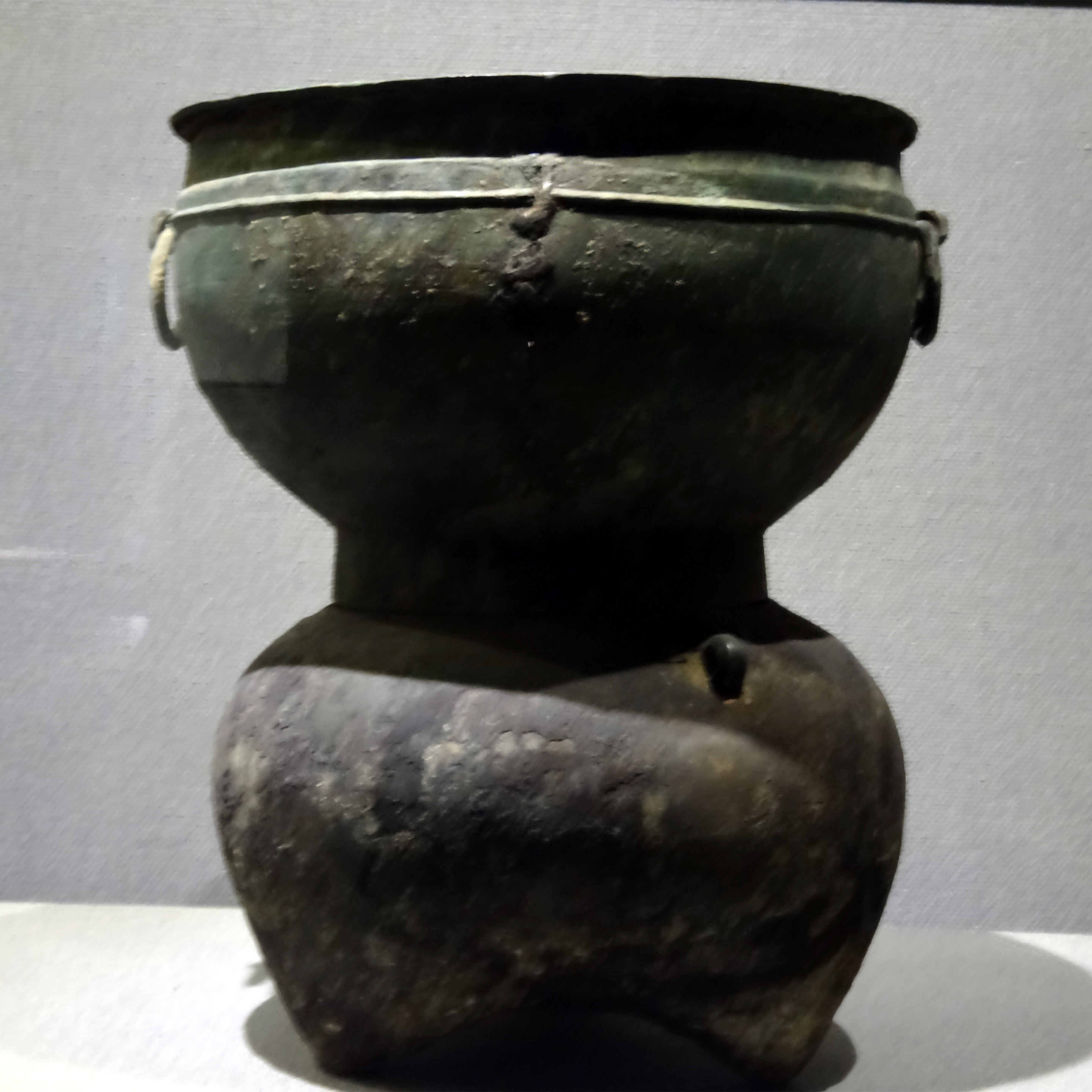
銅甗（春秋時代）
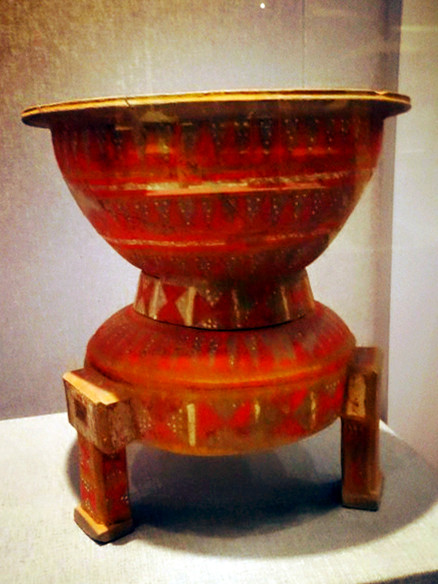
彩絵陶甗（前漢）